# 张英惠
张英惠（1943年—），女，回族，山东安丘人，中华人民共和国政治人物，曾任国家税务总局总会计师，国务院稽察特派员，国有重点大型企业监事会主席。